# Музеј независности у Тукуману
Историјска кућа Тукумана, (Casa Histórica de Tucumán) званично Историјска кућа независности) је историјска зграда и музеј смештен у Сан Мигел де Тукуману у Аргентини, изграђена током колонијалног доба. Конгрес Тукумана радио је у овој кући током аргентинског рата за независност и објавио аргентинску декларацију о независности 9. јула 1816. Национализована је деценијама касније, а делимично срушена због лошег стања. Проглашена је националним историјским спомеником Аргентине 1941. године и реконструисана, уз поједностављене детаље у односу на оригинални изглед.

## Историја
Град Сан Мигел де Тукуман први пут је основан у Ибатину 1565. године. Из стратешких разлога напуштен је и поново основан на данашњем месту 1685. У шпанској колонијалној архитектури постојао је главни трг окружен најважнијим зградама, а град је био организован у мрежу квадрата. Сваки квадрат био је подељен на четири дела. Изглед града основаног 1685. године био је исти као у старом граду. Локација Casa de Tucumán била је у власништву Дијега Басан и Фигероа. Садашњу кућу изградили су 1760. године Франциска Басан и Мигуел Лагуна.
Аргентински рат за независност (против Шпанске империје) започео је 1810. године, а битка код Тукумана вођена је 24. септембра 1812. године, изван града. Породица Лагуна-Басан у то време није живела у кући која је коришћена као касарна за трупе Војске Севера. Влада је успоставила царину и пуковску базу 1815. године, плаћајући за то власницима куће накнаду. Конгрес у Тукуману, са представницима већине провинција Уједињених провинција Рио де ла Плата, почео је са радом 1816. године. Породична традиција је налагала да породица Лагуна Басан кућу поклони држави за Конгрес и да друге породице и верски редови донирају намештај, али историчар Рамон Леони Пинто доказао је 1974. године да је кућа изнајмљена држави и да су намештај израдили робови за тај догађај. Конгрес је почео да ради 1. марта 1816, а аргентинску декларацију о независности издао је 9. јула. Конгрес је наставио свој рад до фебруара 1817, када је премештен у Буенос Аирес.
Када је Конгрес отишао, држава је кућу још увек изнајмљивала за штампарију. Породица се вратила у њу убрзо након тога и издавала је само две предње собе. Кармен де Сабалиа, унука Франциске Басан и Николаса Лагуна, наследила је кућу 1839. године и започела радове на њеној обнови. Влажна клима Тукумана и материјали коришћени за његову изградњу проузроковали су брзо пропадање, а породица није имала новца да је правилно одржава. Кућа је била веома оштећена 1869. године када је Анхел Паганели направио прву познату фотографију. Фотографисао је улазна врата и још једну унутрашњу терасу са „слепим Сабалиама“, слепим ћеркама Кармен.
Аргентински национални конгрес је 1869. године (током председавања Доминга Фаустина Сармиента) санкционисао закон којим је држава овлашћена да национализује кућу и организује одржавање. Национализација је била спор процес, који је 1874. године постигао председник Николас Авеланеда, родом из Тукумана. Канцеларија националних инжењера била је задужена за одржавање и задржала је „салу заклетве“ (салу проглашења независности), рушећи остатак зграде и успостављајући нову, за поштанску службу града. Председник Хулио Архентино Рока, родом из Тукумана, одобрио је пројекат рушења спољне зграде и затварања хале у структуру која би је заштитила од климе. Дворани се приступало из атријума са два барељефа са бочних страна које је направила вајарка Лола Мора, један о проглашењу независности и други о Мајској револуцији (догађају који је започео рат за независност). Сала је постала и локација годишњих прослава годишњице проглашења независности сваког 9. јула, која се нередовно славила од 1817. године.
Кућа независности у Тукуману проглашена је националним историјским спомеником Аргентине 1941. године. Национални представник за Тукуман Рамон Паз Пос послао је Конгресу предлог закона којим предлаже реконструкцију Куће у њен изворни облик. Радови су изведени на основу фотографија Паганелија, архива управе 1870. године и темеља који су још били под земљом. Радови су започели 1942. године, а обновљена зграда отворена је 24. септембра 1943. године (годишњица битке код Тукумана). Нови зидови су направљени од опеке уместо од ћерпича, трска крова била је везана кожом, а врата нису била окречена због недостатка документарних доказа о њиховој изворној боји.
Председник Хуан Доминго Перон прогласио је економску независност земље у кући 9. јула 1947. године, након комплетне исплате аргентинског спољног дуга. Субверзивна организација Монтонерос напала је кућу 15. фебруара 1971. године и премазала слогане у главној сали. Надјачали су јединог полицајца који се налазио на локацији, а покрајина је реаговала и послала 2.500 наоружаних полицајаца.

## Догађаји
Град Сан Мигел де Тукуман именује се за главни град Аргентине сваког 9. јула од 1992. године. Годишњој прослави проглашења независности присуствују председник Аргентине, гувернер провинције Тукуман, њихови кабинети и специјални гости.
Кућа је сада музеј. У кући се сваке вечери одржава звучни и светлосни шоу који поставља сцену за причу о проглашењу независности. Емисија се завршава државном химном испред аргентинске заставе, са обе стране великих рељефа историјских сцена које је извајала Лола Мора.
Двестогодишњица проглашења независности одржана је 2016. године. Америко Кастиља, секретар за културно наслеђе нације, најавио је пројекте за редизајн музеја.